# Sielec (hromada Turzysk)
Sielec (ukr. Селець) – wieś na Ukrainie w rejonie kowelskim obwodu wołyńskiego.
Do 2020 w rejonie turzyskim.

## Położenie
Dawniej Sielec w gminie Turzysk (powiat kowelski) w województwie wołyńskim.